# Aberdeen Proving Grounds

Aberdeen Proving Gounds är ett skjutfält i Maryland, USA som tillhör USA:s armé, beläget 110 kilometer från Washington D. C..
Det har varit USA:s största skjutfält för artilleriförsök, och anlades redan 1917, och hade i slutet på 1920-talet en yta av 14.000 hektar.